# God’s Country
«God’s Country» (с англ. — «Страна Бога», «Земля обетованная») — первый сингл американского кантри-певца Блейка Шелтона с его студийного альбома Fully Loaded: God’s Country. Сингл вышел в продажу 29 марта 2019 года. Авторами композиции стали Devin Dawson, Jordan Schmidt, Hardy.

## История
Песня описывается музыковедами как гимн сатерн-рока.
7 апреля 2019 года Шелтон исполнил с эту песню в Лас-Вегасе (штат Невада) на 54-й церемонии Academy of Country Music Awards.

## Коммерческий успех
Песня «God’s Country» стала бестселлером уже в первую неделю релиза, когда было продано 32,000 копий.
25 мая 2019 года песня возглавила кантри-чарт Hot Country Songs, став в нём 14-м чарттопером Шелтона и это произошло впервые с марта и апреля 2013 года, когда 5 недель лидировал хит «Sure Be Cool If You Did». Одновременно трек стал 32-м синглом, попавшим в лучшую десятку top-10 радиоэфирного кантри-чарта Country Airplay. Ранее песня шесть недель возглавляла чарт цифровых продаж Country Digital Song Sales.
Сингл получил золотую сертификацию 27 июня 2019 года от RIAA, а 31 июля 2019 года получил платиновую сертификацию. К марту 2020 года было продано 540,000 копий в США.

## Музыкальное видео
Режиссёром видеоклипа «God’s Country», премьера которого состоялась в апреле 2019 года, стала Sophie Muller. Съёмки проходили 4 дня на ферме в Tishomingo в штате Оклахома. В клипе изображён Шелтон, поющий и работающий на современной ферме, вместе с историческими кадрами пыльной бури 1930—1936 годов, ураганами, а также с красивыми снимками природы и традиционными сельскими и фермерскими изображениями, заканчивающимися горящим трактором. Видео передаёт все сложности и напряженность фермерской жизни, сопоставляя «хорошие, прекрасные вещи страны Божьей, а также и гнев Божий».

## Награды и номинации
«God’s Country» выиграл CMA Awards в номинации «Single of the Year» на церемонии 2019 Country Music Association (CMA) Awards в 2019 году. Также в ноябре 2019 года Шелтон за песню «God’s Country» получил свою 9-ю номинацию на премию Грэмми в 2020 году в категории За лучшее сольное кантри-исполнение.
16 сентября 2020 года «God’s Country» получил награду в категории Single of the Year на церемонии 2020 Academy of Country Music (ACM) Awards.

## Позиции в чартах
| Чарт (2019)                         | Высшая позиция |
| ----------------------------------- | -------------- |
| Канада (Billboard Canadian Hot 100) | 25             |
| Канада (Billboard Country)          | 1              |
| США (Billboard Hot 100)             | 17             |
| США (Billboard Hot Country Songs)   | 1              |
| США (Billboard Country Airplay)     | 1              |
| US Rolling Stone Top 100            | 17             |

| Чарт (2019)                       | Позиция |
| --------------------------------- | ------- |
| Канада (Canadian Hot 100)         | 70      |
| США Billboard Hot 100             | 53      |
| США Country Airplay (Billboard)   | 19      |
| США Hot Country Songs (Billboard) | 3       |
| США Rolling Stone Top 100         | 53      |

| Чарт (2010—2019)                  | Позиция |
| --------------------------------- | ------- |
| США Hot Country Songs (Billboard) | 26      |

## Сертификации
| Регион                                                                      | Сертификация  | Продажи   |
| --------------------------------------------------------------------------- | ------------- | --------- |
| Канада (Music Canada)                                                       | Платиновый    | 80 000    |
| США (RIAA)                                                                  | 3× Платиновый | 3 000 000 |
| Данные о продажах + прослушиваниях приведены только на основе сертификации. |               |           |